# Balcha reburra
Balcha reburra är en stekelart som beskrevs av Gibson 2005. Balcha reburra ingår i släktet Balcha och familjen hoppglanssteklar. Inga underarter finns listade.